# Benoîte Taffin
Pour les articles homonymes, voir Taffin.
Benoîte Taffin est une femme politique française et militante associative née le 30 janvier 1948.
Elle est porte-parole de Contribuables associés et ancienne maire du 2e arrondissement de Paris.

## Études
Benoîte Taffin, née Pacaud, est diplômée de HEC filles Paris.

## Carrière politique

### Parcours politique
Benoîte Taffin commence sa carrière politique à l'occasion des élections municipales de 1983, lors desquelles elle est élue conseillère municipale sur la liste UDF-RPR d'Alain Dumait dans le 2e arrondissement de Paris. Elle devient adjointe au maire. Parallèlement, elle est présidente des adhérents de l'UDF Paris.
En 1989, la liste UDF-RPR menée par Alain Dumait est réélue et Benoîte Taffin devient la première femme maire d'un arrondissement de Paris.
En 1995, le RPR impose la sénatrice Magdeleine Anglade comme tête de liste dans l'arrondissement. Benoîte Taffin présente alors une liste divers droite dissidente et qui remporte l'élection très largement (plus de 58 %). En 1999, elle propose de supprimer quatre « monstres d'urbanisme » : la tour Montparnasse, la faculté de Jussieu, les voies sur berges et le boulevard périphérique de Paris.
En 2001, Benoîte Taffin présente à nouveau sa liste divers droite face à la fois à un candidat séguiniste, Franck Giovannucci, alors président du RPR Jeune et une candidate tibériste, Marie-Christine Lasnier. Sa liste arrive en tête des listes de droite au premier tour. Mais la vague socialiste qui traverse la capitale permet à la liste du candidat de la gauche unie Pierre Schapira de l'emporter avec 51,82 % contre la maire sortante, qui semblait favorite des sondages. Alors que le Vert Jacques Boutault s'installe à la mairie, Benoîte Taffin décide de se consacrer désormais à l'association dont elle est alors présidente, Contribuables associés.
Elle est proche de Claude Reichman.

### Mandats
- 1983-1989 : Adjointe au maire du 2e arrondissement de Paris (UDF-RPR).
- 1989-1995 : Maire du 2e arrondissement de Paris (UDF-RPR).
- 1995-2001 : Maire du 2e arrondissement de Paris (Divers droite).

## Carrière associative
Début 1990, elle participe à la création de l'association Contribuables associés, en 1996, elle devient la présidente de l'association puis en devient porte-parole en 2002.
Elle a également été présidente de 1998 à 2001 de l’association Femmes libertés à Paris, une association de femmes soutenant les idées de droite libérale dans les élections parisiennes.
De début 2007 à 2013, elle coanime le Libre Journal des Contribuables sur Radio Courtoisie (tous les quatre mardis, à 18 h).
Début 1997, elle représente Contribuables associés auprès de la Taxpayers Association of Europe, ainsi qu'auprès de la World Taxpayers Associations (dont est membre Contribuables Associés).
En 2010, la Cour européenne des droits de l'homme confirme sa condamnation pour avoir porté des accusations violentes et sans fondement à l'encontre d'un inspecteur des impôts dans le bulletin d'information de son association Contribuables associés.

## Prix
- Prix Renaissance de l'économie 2008[10].